# مسابقات جهانی دو و میدانی ۱۹۹۱
مسابقات جهانی دو و میدانی ۱۹۹۱ (به انگلیسی: 1991 World Championships in Athletics) سومین دوره مسابقات جهانی دو و میدانی بوده‌است که در شهر توکیو، ژاپن زیر نظر اتحادیه بین‌المللی فدراسیون‌های دو و میدانی برگزار شده است.
این مسابقات از ۲۳ اوت تا ۱ سپتامبر ۱۹۹۱ با حضور ۱٬۵۱۷ ورزشکار از ۱۶۷ کشور جهان انجام شده است..

## رشته‌های ورزشی
- ۱۰۰ متر
- ۲۰۰ متر
- ۴۰۰ متر
- ۸۰۰ متر
- ۱٬۵۰۰ متر
- ۵٬۰۰۰ متر
- ۱۰٬۰۰۰ متر
- ماراتون
- ۱۱۰ متر با مانع
- ۴۰۰ متر با مانع
- ۳٬۰۰۰ متر با مانع
- دو ۲۰ کیلومتر
- دو ۵۰ کیلومتر
- ۴x۱۰۰ متر امدادی
- ۴x۴۰۰ متر امدادی
- پرش ارتفاع
- پرش با نیزه
- پرش طول
- پرش سه‌گام
- پرتاب وزنه
- پرتاب دیسک
- پرتاب چکش
- پرتاب نیزه
- دهگانه

## مدال‌ها بر پایه کشور
| رتبه | کشور                | طلا | نقره | برنز | مجموع |
| ۱.   | ایالات متحده آمریکا | ۱۰  | ۸    | ۸    | ۲۶    |
| ۲.   | اتحاد جماهیر شوروی  | ۹   | ۹    | ۱۱   | ۲۹    |
| ۳.   | آلمان               | ۵   | ۴    | ۸    | ۱۷    |
| ۴.   | کنیا                | ۴   | ۳    | ۱    | ۸     |
| ۵.   | Great Britain       | ۲   | ۲    | ۳    | ۷     |
| ۶.   | چین                 | ۲   | ۱    | ۱    | ۴     |
| ۷.   | الجزایر             | ۲   | ۰    | ۱    | ۳     |
| ۸.   | جامائیکا            | ۱   | ۱    | ۳    | ۵     |
| ۹.   | فنلاند              | ۱   | ۱    | ۱    | ۳     |
| ۱۰=  | فرانسه              | ۱   | ۱    | ۰    | ۲     |
| ۱۰=  | ژاپن                | ۱   | ۱    | ۰    | ۲     |
| ۱۲=  | بلغارستان           | ۱   | ۰    | ۰    | ۱     |
| ۱۲=  | ایتالیا             | ۱   | ۰    | ۰    | ۱     |
| ۱۲=  | لهستان              | ۱   | ۰    | ۰    | ۱     |
| ۱۲=  | سوئیس               | ۱   | ۰    | ۰    | ۱     |
| ۱۲=  | زامبیا              | ۱   | ۰    | ۰    | ۱     |
| ۱۷.  | کوبا                | ۰   | ۲    | ۰    | ۲     |
| ۱۸=  | کانادا              | ۰   | ۱    | ۱    | ۲     |
| ۱۸=  | مجارستان            | ۰   | ۱    | ۱    | ۲     |
| ۱۸=  | رومانی              | ۰   | ۱    | ۱    | ۲     |
| ۲۱=  | برزیل               | ۰   | ۱    | ۰    | ۱     |
| ۲۱=  | جیبوتی              | ۰   | ۱    | ۰    | ۱     |
| ۲۱=  | اتیوپی              | ۰   | ۱    | ۰    | ۱     |
| ۲۱=  | نامیبیا             | ۰   | ۱    | ۰    | ۱     |
| ۲۱=  | هلند                | ۰   | ۱    | ۰    | ۱     |
| ۲۱=  | نروژ                | ۰   | ۱    | ۰    | ۱     |
| ۲۱=  | سوئد                | ۰   | ۱    | ۰    | ۱     |
| ۲۸.  | مراکش               | ۰   | ۰    | ۲    | ۲     |
| ۲۹.  | اسپانیا             | ۰   | ۰    | ۱    | ۱     |